# Stazione di Trooperslane
La stazione di Trooperslane (in inglese britannico Trooperslane railway station) è una stazione ferroviaria che fornisce servizio a Trooperslane, contea di Antrim, Irlanda del Nord. Attualmente l'unica linea che vi passa è la Belfast-Larne. La stazione fu aperta l'11 aprile 1848. Per molti anni in questa stazione si fermavano solo una manciata di treni tra lunedì e sabato, mentre un solo treno e su debita richiesta faceva fermata a Trooperslane. La stazione è dotata di un passaggio a livello videosorvegliato.

## Treni
Da lunedì a sabato c'è un treno ogni mezzora verso Larne Harbour (in un'ora un treno si ferma a Carrickfergus, l'altro prosegue verso Larne) e un treno ogni mezzora verso Belfast Central con treni aggiuntivi nelle ore di punta. La domenica la frequenza di un treno ogni due ore è costante per tutto il corso della giornata, ma il capolinea meridionale è Great Victoria Street. 

## Servizi ferroviari
- Belfast-Larne

## Servizi
- Biglietteria self-service
- Annuncio sonoro arrivo e partenza treni